# Landgraaf Brunssummerheide - Nieuwenhagen

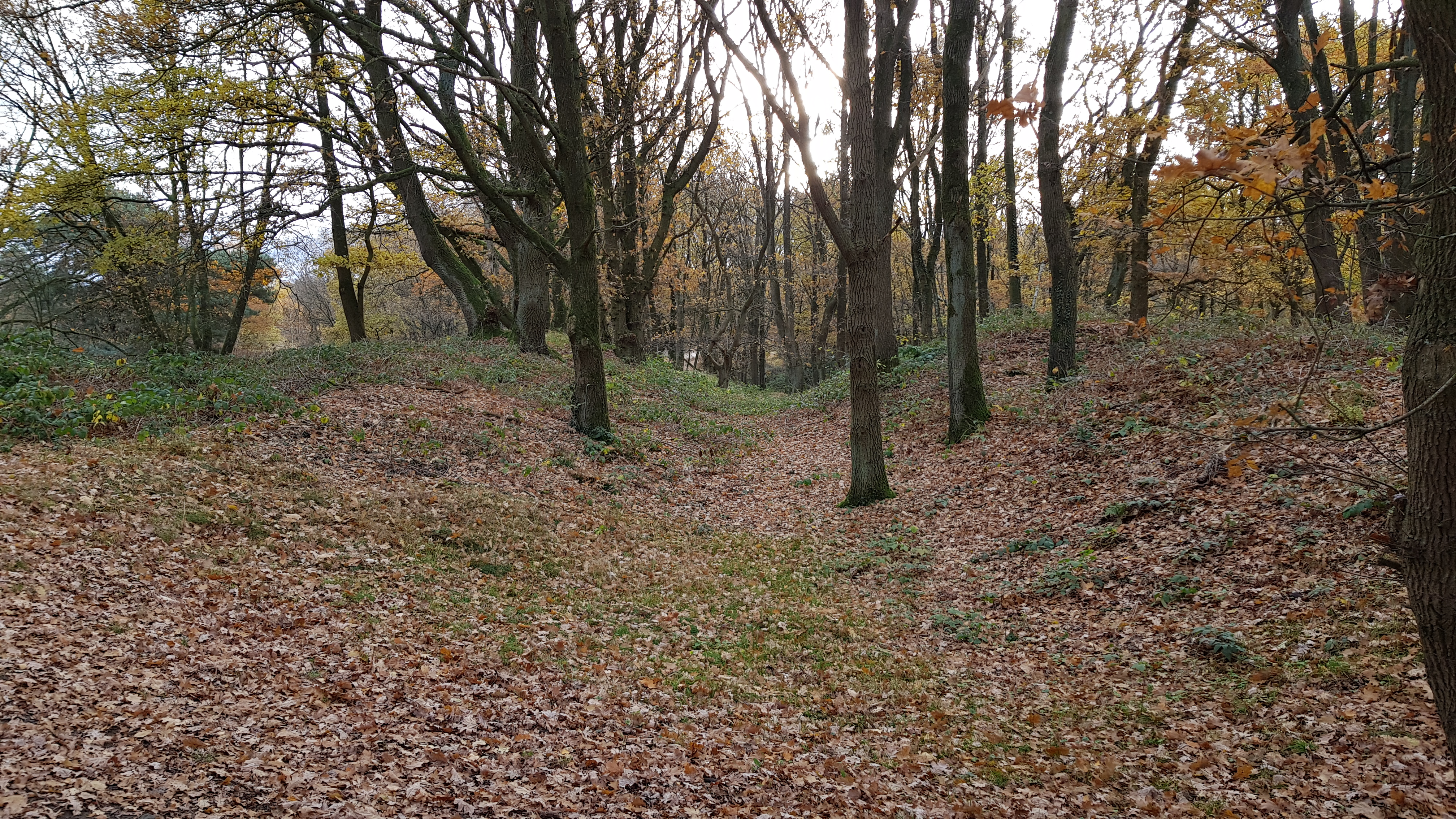
Landgraaf Brunssummerheide nabij het restaurant/bezoekerscentrum

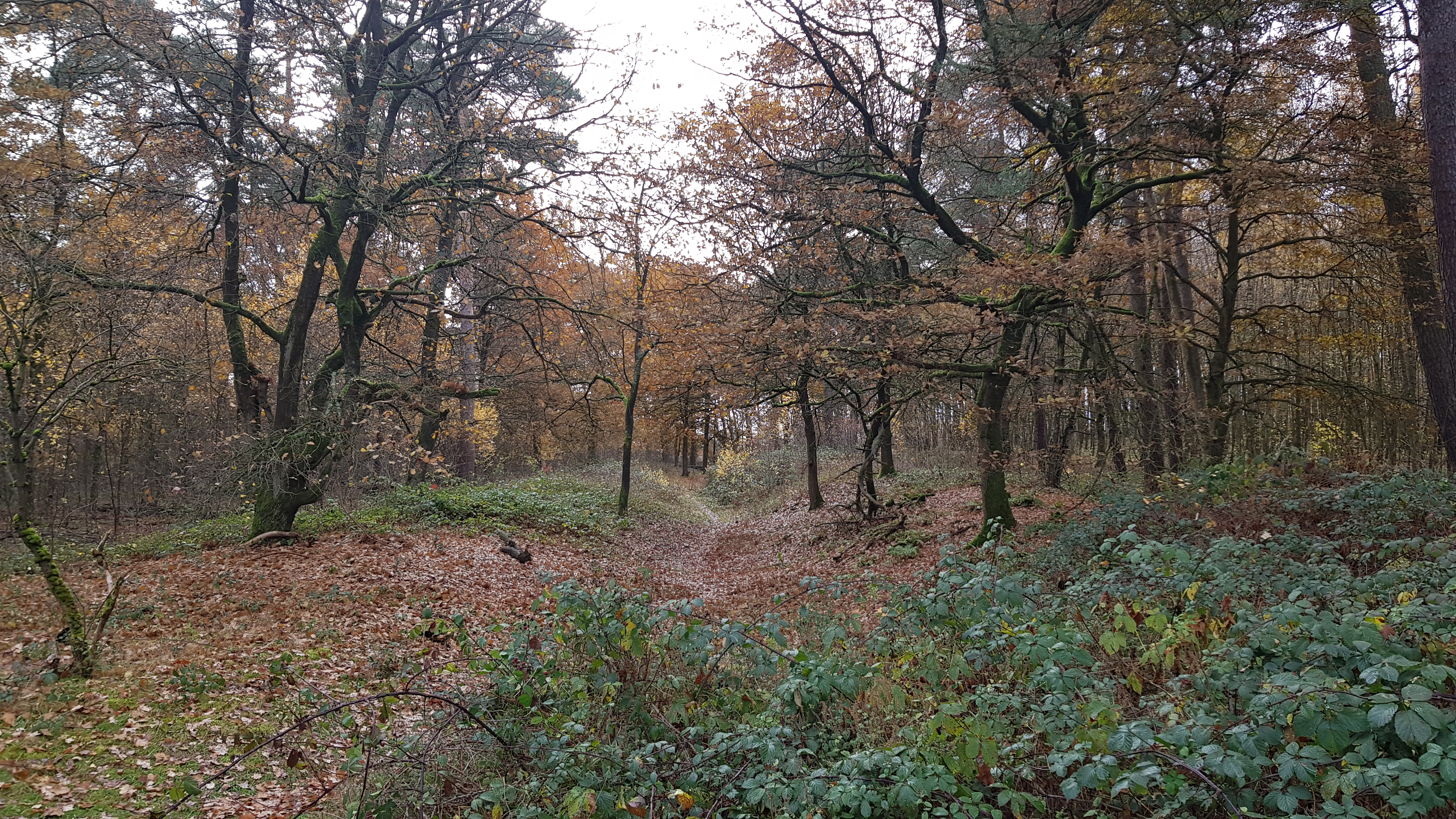
Landgraaf Brunssummerheide waar deze de Kamperheideweg kruist

De Landgraaf Brunssummerheide - Nieuwenhagen is een landweer in de Nederlandse gemeentes Brunssum, Heerlen en Landgraaf in Zuid-Limburg. De landweer ligt in de Brunssumse wijk De Struiken, ten oosten van de Heerlense wijk Heksenberg over het zuidwesten van de Brunssummerheide (langs het bezoekerscentrum/restaurant bij de Sterrenwacht Limburg), via de zandgroeve en buurtschap Heihoven, de Landgraafse wijk Exdel naar Nieuwenhagen.
De landweer op de Brunssummerheide is slechts een gedeelte van de totale landweer die zich uitstrekte van Schinveld tot Landgraaf over een lengte van ongeveer tien kilometer. Van deze landweer is ook de noordelijker gelegen Landweer Schutterspark onderdeel. De landweer op de Brunssummerheide tussen het bezoekerscentrum en de zandgroeve heeft een lengte van ongeveer een kilometer. De lengte vanaf De Struiken tot aan Nieuwenhagen is ongeveer zes kilometer. De totale lengte vanaf de Schinveldse Bossen via het Schutterspark over de Brunssummerheide naar Nieuwenhagen heeft een lengte van zeker elf kilometer.

## Geschiedenis
In 1498 werd de landweer voor het eerst vermeld, maar hij werd waarschijnlijk al in het begin van de 15e eeuw aangelegd. In 1399 werd er door de Brabantse landsheer Filips de Stoute belasting geheven voor landsverdediging en met dat geld zou de landweer zijn aangelegd.
Op 11 november 2016 werd de landweer op de Brunssummerheide opgenomen in het rijksmonumentenregister.

## Kaart
Kaart van de landweer over de Brunssummerheide naar Nieuwenhagen met ook de twee noordelijke landweren bij het Schutterspark en Schinveld.